# Guamaggiore
Guamaggiore (en sardo: Gomayòri) es un municipio de Italia de 1.082 habitantes en la provincia de Cerdeña del Sur, región de Cerdeña. Está situado a 40 km al norte de Cagliari.
El municipio está ubicado a los pies de la colina de Cabiddiu, en una zona escarpada de la subregión de la Trexenta. El origen del nombre proviene, probablemente, de la expresión latina "Goy Major".

## Evolución demográfica
| Gráfica de evolución demográfica de Guamaggiore entre 1861 y 2001 |
|                                                                   |
| Fuente ISTAT - Elaboración gráfica de Wikipedia                   |